# Estação de Carpenders Park
A Estação de Carpenders Park é uma estação ferroviária em Herefordshire, entre Carpenders Park e South Oxham, servida pelo London Overground.

## História
A primeira estação foi aberta pela London & North Western Railway em 1 de abril de 1914, fechando apenas em 1 de janeiro de 1917. Ela reabriu em 5 de maio de 1919, servida apenas pelos trens da London Electric Railway (mais tarde se tornou London Underground). Os trens elétricos L&NWR foram restabelecidos em 10 de julho de 1922. Os trens do Metrô de Londres serviram a estação até 24 de setembro de 1982.
A estação original foi construída para servir o campo de golfe próximo. Ela ficava 210 metros (Predefinição:Convert/yard) mais ao norte do que o local atual e era uma estrutura de madeira com duas plataformas e uma passarela. Ela foi fechada em 17 de novembro de 1952, quando a estação atual foi inaugurada.
As cancelas de bilhetes foram instaladas no início de 2010.